# Clase Alusafe 1500 Mk.II
La clase Alusafe 1500 Mk.II (abreviatura de Mark II, modelo II) -también escrito en ocasiones como AluSafe- es una serie de patrulleras diseñadas y fabricadas por el astillero Maritime Partner AS, de Ålesund, Noruega. Son además construidas bajo licencia en España por Auxiliar Naval del Principado, S.A. o AUX NAVAL, S.A., perteneciente al grupo Astilleros Armón, en Puerto de Vega, parroquia del concejo de Navia, Asturias. Su diseño se basa en el de las embarcaciones de la clase Alusafe 1500, fabricadas también bajo licencia por Auxiliar Naval del Principado, en este caso para la Sociedad de Salvamento y Seguridad Marítima (SASEMAR), en la que son más conocidas como clase Salvamar.

## Características
Su casco es de aluminio y la superestructura de fibra. Los motores son dos MAN de 700 CV cada uno, que accionan dos propulsores por chorro (hidrojets) Hamilton 364, con un consumo de 150 litros de combustible a la hora. La autonomía es de al menos 230 millas a una velocidad superior a 30 nudos. Su diseño y su bajo francobordo (38 centímetros) facilitan el trasbordo desde y hacia la embarcación, mientras que su también reducido calado, de 72 centímetros, le permite navegar en aguas de escasa profundidad. Están diseñadas para llevar a cabo misiones de vigilancia contra el narcotráfico y la inmigración ilegal además de para la protección del medio ambiente. Aparte de insumergibles son autoadrizables, es decir, en caso de poner la quilla al sol (vuelco), la nave debe dar la vuelta por sí sola. Van dotadas con un sistema de detección con un equipo integrado de radar, GPS y plóter. Su equipo de comunicaciones le permite enlazar con otras embarcaciones, centros terrestres, así como con aeronaves de salvamento. Cuenta con el sistema GMDSS (sigla en inglés de Global Maritime Distress Safety System, Sistema Mundial de Socorro y Seguridad Marítimos). Su equipamiento interior está compuesto por dos literas, con cajones debajo, una mesa escritorio con una silla, armarios, nevera, horno microondas, lavabo y aseo. El tiempo que lleva su construcción es de 6 meses, siendo su coste unitario de 875.000 €.

## Ventas
En España el único cliente hasta la fecha es el Servicio Marítimo de la Guardia Civil, con cuatro unidades, que recibió en 2008 las tres primeras y en 2016 la última.

## Unidades

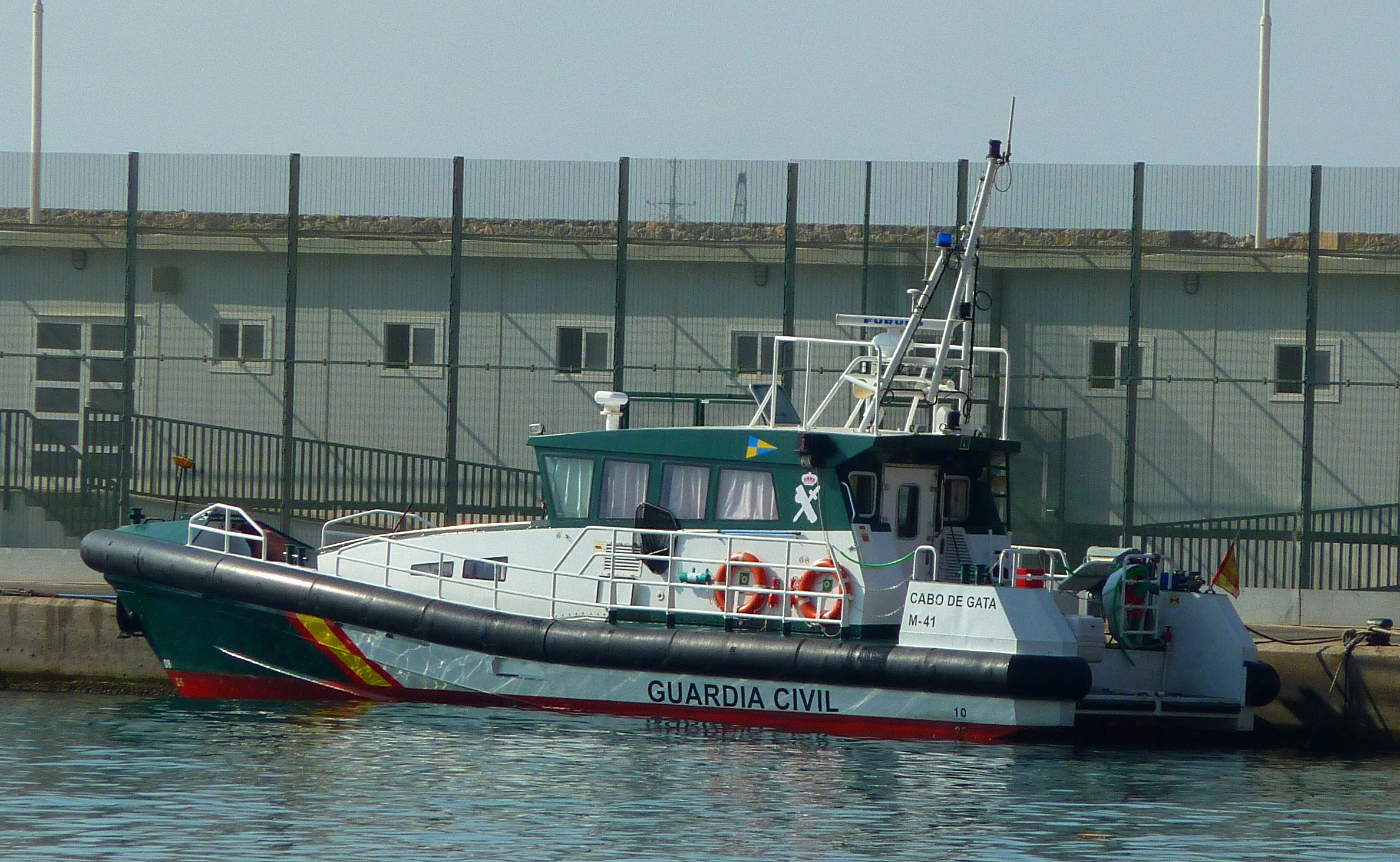
Vista por la aleta de babor de la Cabo de Gata.

| Código | Nombre       | Número de serie | Año de entrada en servicio | Año de baja | Base              | Observaciones |
| ------ | ------------ | --------------- | -------------------------- | ----------- | ----------------- | ------------- |
| M-40   | Río Aller    |                 | 2008                       | En servicio | Gijón (Asturias)  |               |
| M-41   | Cabo de Gata |                 | 2008                       | En servicio | Almería           |               |
| M-42   | Río Tormes   |                 | 2008                       | En servicio | Algeciras (Cádiz) |               |
| L-16   | Río Vero     |                 | 2016                       | En servicio | Vivero (Lugo)     |               |